# Estación Del Viso
Del Viso es una estación ferroviaria ubicada en la localidad homónima, en el partido del Pilar, Provincia de Buenos Aires, Argentina.

## Servicios
Es la estación intermedia y terminal del servicio diésel metropolitano que se presta entre las estaciones Retiro y Villa Rosa.
Entre esta estación y la siguiente y final del servicio, Villa Rosa, abarca una distancia de 8 km íntegramente en zona rural, semirrural y fabril, por lo que las velocidades alcanzadas por los convoyes de pasajeros son muy altas, de 100 km/h y hasta más.
Estas velocidades también son desarrolladas en tramos largos y con pocos pasos peatonales y a nivel como el que discurre junto al Aeroparque Jorge Newbery entre las estaciones Saldías y Ciudad Universitaria, lo que caracteriza a la empresa como la que alcanza mejores velocidades en servicios metropolitanos.

## Historia

### Toponimia
Bautizada así en honor a Antonio del Viso, político argentino  de la provincia de Córdoba, presidente de la cámara de senadores de su provincia en 1877 y vicegobernador ese mismo año.

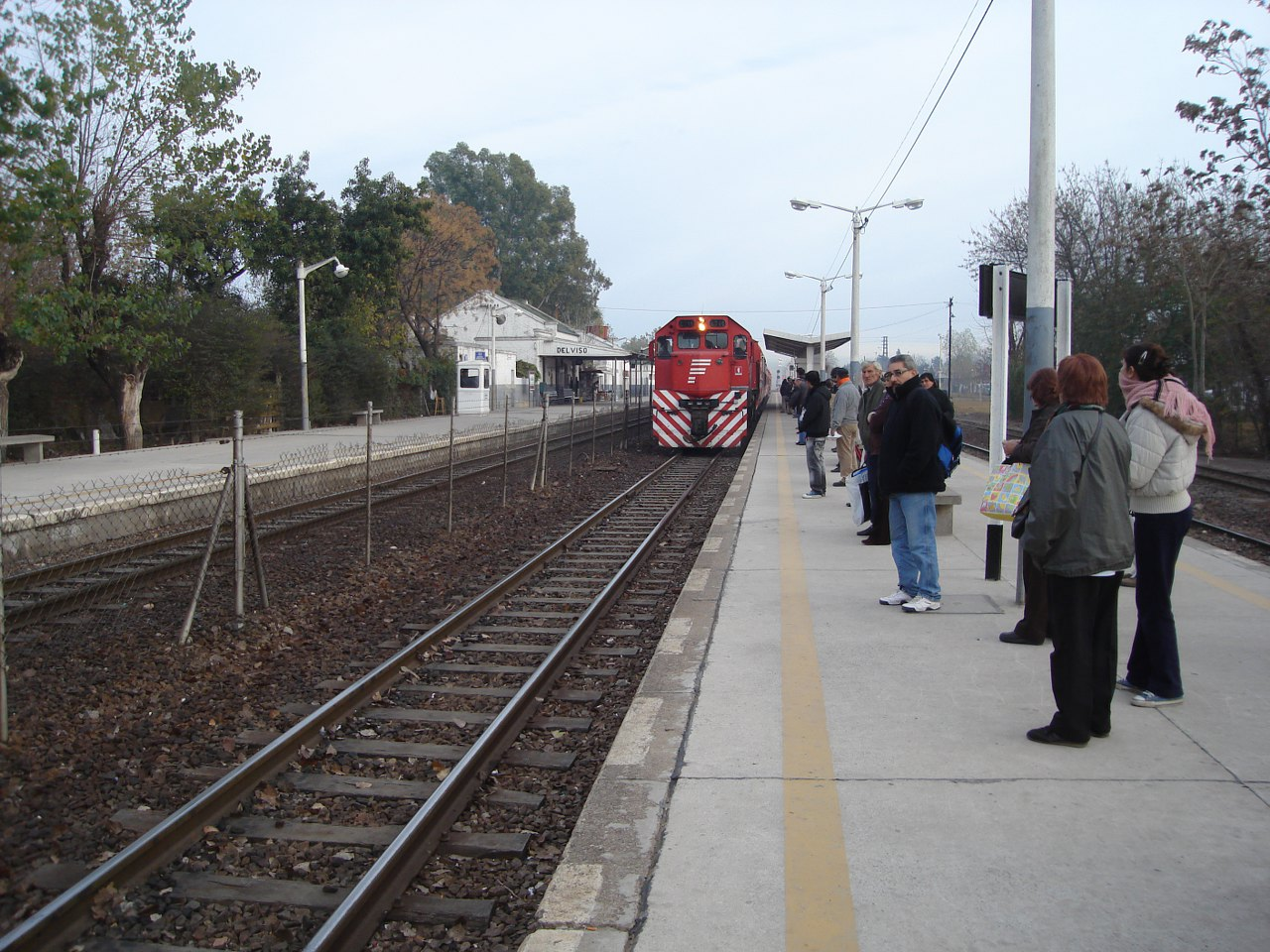
Formación a Retiro arribando por plataforma 2
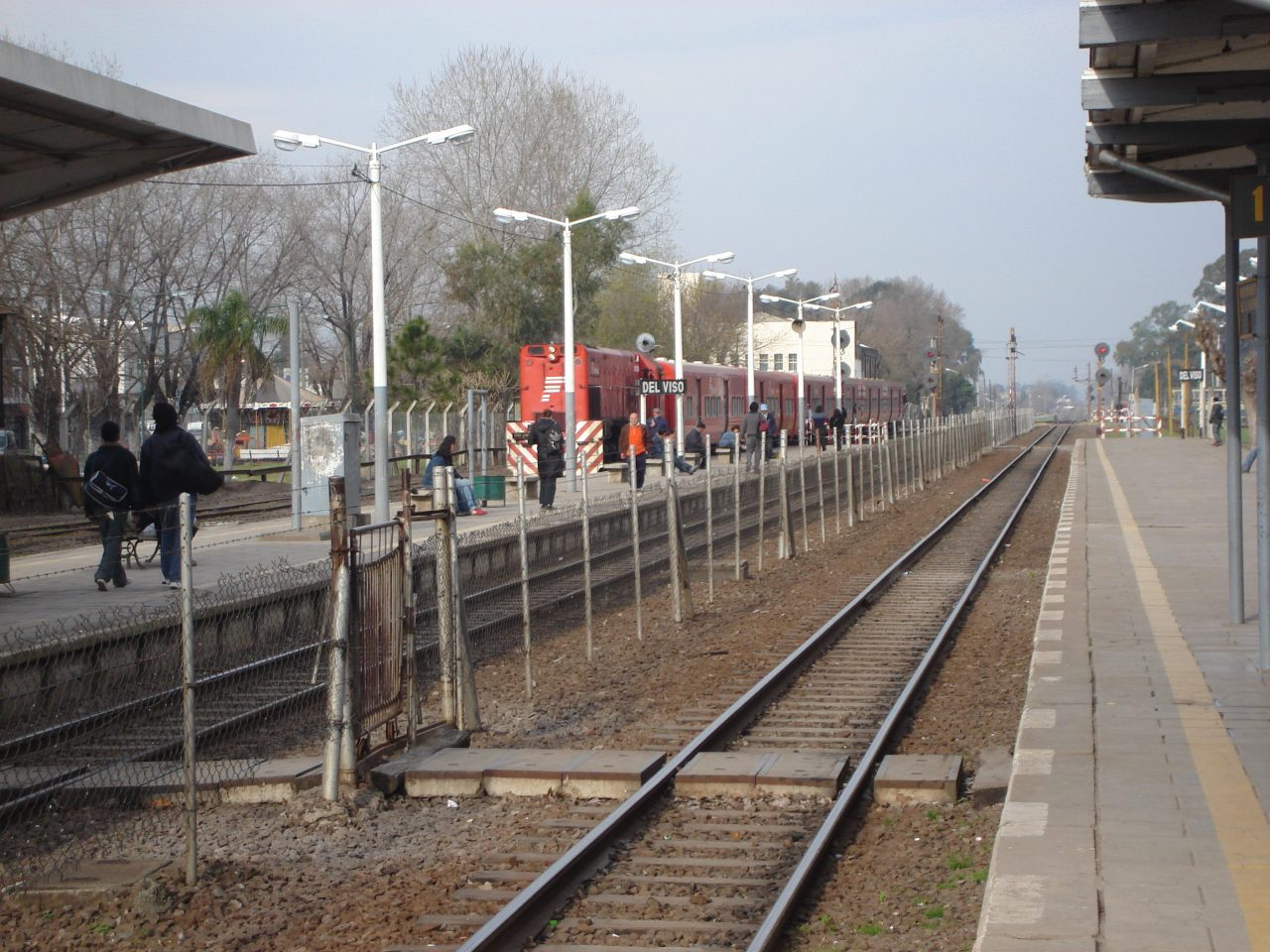
Servicio finalizando su recorrido en plataforma 3